# Christopher Reich
Christopher Reich (Tokio, 1961) is een Amerikaans auteur.
He studeerde zowel aan de Universiteit van Georgetown als Universiteit van Texas en werkte als bankier in Zwitserland voor een Zwitserse bancaire instelling. Reich heeft zich toegelegd op het schrijven van financiële thrillers.

## Prijs
- 2006 - Best novel van International Thriller Writers voor Bankiers van de elite